# プライム (芸能プロダクション)
株式会社プライムは、日本の芸能事務所である。

## 概要
1987年8月に設立される。商号をプライムワンからプライムへ2006年7月に変更する。
当初はコント山口君と竹田君の山口ひろかずが代表取締役を務め、後に付き人となる海砂利水魚、モロ師岡、みかずき組、ものまねタレントのわたる哲平などが所属。
2009年9月にくりぃむしちゅー、寿司、浜ロンが関連会社のナチュラルエイトへ移籍する。
現在はスタッフ10人、所属タレント25組で、タレントスクールを運営して若手育成に積極的であり、2011年4月1日に東京オフィスを開設している。

## 所属タレント

### タレント
- 風吹ケイ
- 福留光帆

### お笑い芸人
- きくりん
- 南野やじ
- ドン・クサイ
- ザクマシンガン山田
- しゃこ
- タイト
- 田代32

### 俳優
- 悠太

### 格闘家
- 上田幹雄
- 山崎桃子

### アーティスト
- THE CAMPANY
- fink bro.
- BU-NI
- Ricky
- Yoshiki Nakao

## 過去の所属タレント

### お笑い芸人
グループ
- みかずき組（白石美樹、坂本和江） ※坂本和江は、中島あゆみとして、結婚相談所株式会社マリンコーポレーション代表
- 熊本キリン（桐畑亨、田中健三） ※解散。桐畑のみオフィス北野にてほたるゲンジとして活動中。
- くりぃむしちゅー（上田晋也、有田哲平） ※ナチュラルエイトへ移籍。
- クロスパンチ（関口大輔、矢野周平） ※解散。矢野は解散後に引退。関口はニュースタッフエージェンシーにてマッドドックスを結成し活動後、引退。
- コント山口君と竹田君（山口弘和、竹田高利） ※トムプロダクションへ移籍
- サードメン（浜口亮、高橋卓也） ※解散。
- ザクマシンガン（山田祐樹、石川勇樹） ※解散。石川は引退。
- スーパースター（ドラマチック貞、黒騎士ハヤシモト、ハンサム浅野） ※解散。貞のみフリーでピン芸人として活動中。
- チェコ（田代恒昭、互良久） ※解散。互は西口プロレスにて焙煎たがい。として活動中。
- チェリーズ（高野保彦、八木正幸） ※解散。高野は引退。八木はピン芸人、ラジオパーソナリティーとして活動中。
- ドロップバギー（悉知正裕、橋本和樹） ※SMA NEET Projectへ移籍後、解散。現在は共にピン芸人として活動中。
- ニーチェとその息子たち ※解散
- ハイエナ（竹岡和範、坪井貴成） ※解散。坪井は引退。竹岡はピン芸人として活動後、ニュースタッフプロダクションにてアマレス兄弟を結成し活動中。
- パッチワーク（堀内学、濱本慎吾） ※解散。濱本は引退。堀内はピン芸人として活動後、現在は長崎県大村市議会議員として活動中。
- ヒロヒロ王国 ※解散
- ブーブートレイン（ドン・クサイ、織田浩義） ※解散。共にピン芸人として活動中。
- ヘモグロビン（桐畑亨、山岡穣） ※解散。山岡は引退。
- ポテンヒット（園田伸吾、秋吉洋典） ※解散。共に引退。
- マイるどミルド（平岡修、竹田吉輝） ※解散。共に引退。
- 岩崎濱安（岩崎学、濱安修）　※解散。共に引退。
- らくえん（酒匂森平、土屋雅樹） ※解散

ピン芸人
- アナログタロウ ※トップ・カラーへ移籍
- 寿司 ※ナチュラルエイトへ移籍。現在はコトブキツカサへと改名。
- サードメン高橋卓也 ※引退
- 浜ロン ※ナチュラルエイトへ移籍後、フリーとなる。
- Mr.カズヤ ※引退
- 龍勝 ※SMA NEET Projectへ移籍
- わたる哲平 ※テンダープロへ移籍。現在は亘哲兵へと改名。

ユニット
- 助走（ブーブートレインとマイるどミルドによるユニット）

### その他
- 浅野忠信
- 彩雪
- 大橋マキ
- モロ師岡
- Gendy
- YURI

## 事務所
- 本社オフィス;千葉県木更津市永井作2-4-13
- 東京オフィス;東京都港区赤坂9-1-7 赤坂レジデンシャル371